# Campionat del món de ciclisme en ruta masculí sub-23
El Campionat del món de ciclisme en ruta masculí sub-23 és una de les curses ciclistes que formen part dels Campionats del món de ciclisme en ruta. La cursa s'acostuma a desenvolupar-se al final de la temporada ciclista ordinària.
La primera edició es va córrer al 1996 i és una cursa reservada a ciclistes menors de 23 anys.
És una competició organitzada per la Unió Ciclista Internacional i es disputa anualment en un país diferent. La prova es realitza en un circuit, i excepcionalment, per l'equip nacional (els ciclistes durant la resta de l'any participen sota el seu equip de marca). El guanyador de la prova obté el mallot irisat que ostenta durant l'any següent al campionat en totes les competicions en què pren part.

## Palmarès
| Campionat                       | Or                         | Plata                     | Bronze                                        |
| 1996 Lugano detalls             | Giuliano Figueras (ITA)    | Roberto Sgambelluri (ITA) | Luca Sironi (ITA)                             |
| 1997 Donostia detalls           | Kurt Asle Arvesen (NOR)    | Óscar Freire (ESP)        | Gerrit Glomser (AUT)                          |
| 1998 Valkenburg detalls         | Ivan Basso (ITA)           | Rinaldo Nocentini (ITA)   | Danilo Di Luca (ITA)                          |
| 1999 Verona detalls             | Leonardo Giordani (ITA)    | Luca Paolini (ITA)        | Matthias Kessler (GER)                        |
| 2000 Plouay detalls             | Evgeni Petrov (RUS)        | Iaroslav Popòvitx (UKR)   | Lorenzo Bernucci (ITA)                        |
| 2001 Lisboa detalls             | Iaroslav Popòvitx (UKR)    | Giampaolo Caruso (ITA)    | Ruslan Gryschenko (UKR)                       |
| 2002 Zolder and Hasselt detalls | Francesco Chicchi (ITA)    | Francisco Gutiérrez (ESP) | David Loosli (SUI)                            |
| 2003 Hamilton detalls           | Serguei Lagutin (UZB)      | Johan Van Summeren (BEL)  | Thomas Dekker (NED)                           |
| 2004 Verona detalls             | Kanstantsín Siutsou (BLR)  | Thomas Dekker (NED)       | Mads Christensen (DEN)                        |
| 2005 Madrid detalls             | Dmitrò Hrabovski (UKR)     | William Walker (AUS)      | Yevgeni Popov (RUS)                           |
| 2006 Salzburg detalls           | Gerald Ciolek (GER)        | Romain Feillu (FRA)       | Aleksandr Khatúntsev (RUS)                    |
| 2007 Stuttgart detalls          | Peter Velits (SVK)         | Wesley Sulzberger (AUS)   | Jonathan Bellis (GBR)                         |
| 2008 Varese detalls             | Fabio Duarte (COL)         | Simone Ponzi (ITA)        | John Degenkolb (GER)                          |
| 2009 Mendrisio detalls          | Romain Sicard (FRA)        | Carlos Betancur (COL)     | Iegor Silin (RUS)                             |
| 2010 Geelong detalls            | Michael Matthews (AUS)     | John Degenkolb (GER)      | Guillaume Boivin (CAN) · Taylor Phinney (USA) |
| 2011 Copenhagen detalls         | Arnaud Démare (FRA)        | Adrien Petit (FRA)        | Andrew Fenn (GBR)                             |
| 2012 Limburg detalls            | Aleksei Lutsenko (KAZ)     | Bryan Coquard (FRA)       | Tom Van Asbroeck (BEL)                        |
| 2013 Florència detalls          | Matej Mohorič (SLO)        | Louis Meintjes (RSA)      | Sondre Holst Enger (NOR)                      |
| 2014 Ponferrada detalls         | Sven Erik Bystrøm (NOR)    | Caleb Ewan (AUS)          | Kristoffer Skjerping (NOR)                    |
| 2015 Richmond detalls           | Kévin Ledanois (FRA)       | Simone Consonni (ITA)     | Anthony Turgis (FRA)                          |
| 2016 Doha detalls               | Kristoffer Halvorsen (NOR) | Pascal Ackermann (GER)    | Jakub Mareczko (ITA)                          |
| 2017 Bergen detalls             | Benoît Cosnefroy (FRA)     | Lennard Kämna (GER)       | Michael Svendgaard (DEN)                      |
| 2018 Innsbruck detalls          | Marc Hirschi (SUI)         | Bjorg Lambrecht (BEL)     | Jaakko Hänninen (FIN)                         |
| 2019                            | Samuele Battistella        | Stefan Bissegger          | Thomas Pidcock                                |
| 2020                            | No realitzat               | No realitzat              | No realitzat                                  |
| 2021                            | Filippo Baroncini          | Biniam Girmay             | Olav Kooij                                    |
| 2022                            | Yevgeniy Fedorov           | Mathias Vacek             | Søren Wærenskjold                             |
| 2023                            | Axel Laurance              | António Morgado           | Martin Svrček                                 |
| 2024                            | Niklas Behrens             | Martin Svrček             | Alec Segaert                                  |

## Medaller
| Posició | País          | Or | Plata | Bronze | Total |
| 1       | Itàlia        | 6  | 6     | 4      | 16    |
| 2       | França        | 5  | 3     | 1      | 9     |
| 3       | Noruega       | 3  | 0     | 3      | 6     |
| 4       | Alemanya      | 2  | 3     | 2      | 7     |
| 5       | Ucraïna       | 2  | 1     | 1      | 4     |
| 6       | Kazakhstan    | 2  | 0     | 0      | 2     |
| 7       | Austràlia     | 1  | 3     | 0      | 4     |
| 8       | Suïssa        | 1  | 1     | 1      | 3     |
| 8       | Eslovàquia    | 1  | 1     | 1      | 3     |
| 10      | Colòmbia      | 1  | 1     | 0      | 2     |
| 11      | Rússia        | 1  | 0     | 3      | 4     |
| 12      | Belarús       | 1  | 0     | 0      | 1     |
| 12      | Eslovènia     | 1  | 0     | 0      | 1     |
| 12      | Uzbekistan    | 1  | 0     | 0      | 1     |
| 15      | Bèlgica       | 0  | 2     | 2      | 4     |
| 16      | Espanya       | 0  | 2     | 0      | 2     |
| 17      | Països Baixos | 0  | 1     | 2      | 3     |
| 18      | Sud-àfrica    | 0  | 1     | 0      | 1     |
| 18      | Eritrea       | 0  | 1     | 0      | 1     |
| 18      | Txèquia       | 0  | 1     | 0      | 1     |
| 18      | Portugal      | 0  | 1     | 0      | 1     |
| 22      | Regne Unit    | 0  | 0     | 3      | 3     |
| 23      | Dinamarca     | 0  | 0     | 2      | 2     |
| 24      | Àustria       | 0  | 0     | 1      | 1     |
| 24      | Canadà        | 0  | 0     | 1      | 1     |
| 24      | Estats Units  | 0  | 0     | 1      | 1     |
| 24      | Finlàndia     | 0  | 0     | 1      | 1     |
| Total   | Total         | 28 | 28    | 29     | 85    |